# Álvaro Palazuelos
Álvaro Palazuelos Pérez (Santa María de Cayón, Cantabria; 13 de abril de 1999) es un baloncestista español que pertenece a la plantilla del Cáceres Patrimonio de la Humanidad de Segunda FEB. Con 1,90 metros de estatura, juega en la posición de escolta.

## Trayectoria deportiva
Es un jugador formado en el Pas Piélagos, con el que debutó con 16 años en Liga EBA durante la temporada 2015-16, donde jugó 6 partidos.
En las siguientes dos temporadas con Pas Piélagos en Liga EBA jugaría 24 partidos en la temporada 2016-17 y 30 partidos en la temporada 2017-18.
En la temporada 2018-19 firma por el Grupo Alega Cantabria de la Liga LEB Plata, donde disputaría más de 100 partidos en la tercera categoría del baloncesto español, logrando el ascenso en la temporada 2022-23 tras vencer al Albacete Basket en la final de primeros clasificados de ambos grupos.
El 25 de agosto de 2022, tras logar el ascenso, renueva su contrato con el Grupo Alega Cantabria para jugar en Liga LEB Oro la temporada 2022-23, campaña que culmina disputando 34 partidos con un promedio de 5.3 puntos por encuentro.
El 29 de julio de 2023, firma por el Club Ourense Baloncesto de la Liga LEB Oro, completando la temporada participando en 30 partidos en los que anotó 3.9 puntos de media.
El 27 de julio de 2024, firma por el CB Benicarló de Segunda FEB (nueva denominación de la Liga LEB Plata). Disputa un total de 28 encuentros en los que promedia 13.4 puntos y un 41% en tiros de tres.
En la temporada 2024/25 firma con el Cáceres Patrimonio de la Humanidad, club de Segunda FEB.